# Dušan Ristić
Dušan Ristić (nacido el 27 de noviembre de 1995 en Novi Sad, Serbia) es un baloncestista serbio pertenece a la plantilla de Élan Chalon de la LNB Pro A francesa. Con 2,14 metros de estatura, juega en la posición de pívot.

## Carrera deportiva
Es un pívot serbio formado en el KK FMP con el que debutaría en la liga serbia en la temporada 2012-13 y en la temporada siguiente se incorporaría al Estrella Roja. 
En 2014, decide marcharse a Estados Unidos para ingresar en la Universidad de Arizona, donde jugaría durante 4 temporadas con los Arizona Wildcats en la NCAA. 
A su regreso de Estados Unidos en 2018, tras no ser seleccionado en el draft, firma por el Estrella Roja por 3 temporadas. Con el conjunto de Belgrado, lograría ganar la ABA Liga, la Liga Serbia de Baloncesto y la Copa Serbia de Baloncesto.
En la temporada 2019-20, el pívot es cedido al B.C. Astana de la Liga de Kazajistán, con el que lograría conquistar el campeonato kazajo. También disputaría la VTB United League, aportando una media de 15,7 puntos y 10,9 rebotes, que le permitieron ser el máximo reboteador de la competición.
En la temporada 2020-21, Ristić llega como cedido al Pallacanestro Brescia para disputar la Lega Basket Serie A con el que hizo 10,9 puntos y 6 rebotes en la competición nacional. En la Eurocup disputó 10 partidos promediando 9,7 puntos y 4,6 rebotes.
En enero de 2021, abandona el club italiano y llega en calidad de cedido al BC Avtodor Saratov de la VTB United League, promediando 13 puntos y 6,9 rebotes.
El 18 de junio de 2021, tras acabar su contrato con Estrella Roja, firma por Baloncesto Fuenlabrada de la Liga ACB, firmando un contrato por tres temporadas.
El 29 de diciembre de 2022, firma por el Galatasaray de la Basketbol Süper Ligi. Durante su estancia en el equipo turco, el pívot serbio acumuló unas medias de 8,1 puntos (con un 40% en triples) y 4,9 rebotes en la liga doméstica; y 10,7 puntos y 7,8 rebotes, en la Basketball Champions League.
El 23 de junio de 2023, firma por el Lenovo Tenerife de la Liga ACB.
El 27 de febrero de 2024, firma por el San Pablo Burgos de la competición LEB Oro, cedido hasta final de la temporada por el Lenovo Tenerife.
El 23 de julio de 2024, firma por el Élan Chalon de la LNB Pro A francesa.

### Selección nacional
Fue internacional en las categorías inferiores de la selección de baloncesto de Serbia. 
En 2012, lograría la medalla de bronce en el EuroBasket Sub-18 en el Torneo disputado en Lituania y Letonia.
En septiembre de 2022 disputó con el combinado absoluto serbio el EuroBasket 2022, finalizando en novena posición.
Durante agosto y septiembre de 2023 fue integrante de la selección de Serbia que participó en el Mundial de 2023 celebrado en Asia, y que ganó la plata, tras perder la final ante Alemania.